# Ernst Werner (Historiker)
Ernst Werner (* 20. November 1920 in Tisá/Tyssa, Bezirk Děčín; † 15. Februar 1993 in Leipzig) war ein deutscher Historiker. Er wirkte von 1957 bis 1986 als Professor für Allgemeine Geschichte des Mittelalters an der Karl-Marx-Universität Leipzig und war von 1967 bis 1969 deren Rektor. Er gilt als einer der bekanntesten Mittelalterhistoriker der Deutschen Demokratischen Republik (DDR).

## Leben und Werk
Der in der Böhmischen Schweiz (damals Tschechoslowakei) geborene Werner wuchs in der Familie eines Angestellten auf. Nach der Annexion des Sudetenlandes legte er 1941 an der Handelsakademie in Bodenbach die Reifeprüfung ab, anschließend wurde er zum Kriegsdienst herangezogen. Nach Ende des Zweiten Weltkriegs wurde er als Deutscher aus der Tschechoslowakei vertrieben und wurde Neulehrer an der Grundschule Possendorf (Kreis Dippoldiswalde). Ab 1946 studierte er Geschichte, Deutsch und Latein an der Universität Leipzig. Nach dem Staatsexamen wurde er 1951 wissenschaftlicher Assistent an der Abteilung Mittelalter des Instituts für Allgemeine Geschichte der Universität Leipzig. Dort promovierte er 1952 bei Heinrich Sproemberg mit einer Arbeit zu den gesellschaftlichen Grundlagen der Klosterreform im 11. Jahrhundert zum Dr. phil.
Werner wurde 1954 Oberassistent und habilitierte sich im Folgejahr ebenfalls in Leipzig mit einer Schrift über sozialreligiöse Bewegungen im Zeitalter des Reformpapsttums. 1956 wurde er Dozent, im Jahr darauf Professor mit Lehrauftrag, ab 1960 mit vollem Lehrauftrag und ab 1961 mit Lehrstuhl für Allgemeine Geschichte des Mittelalters an der Karl-Marx-Universität. Von 1969 bis zu seiner Emeritierung 1986 war er ordentlicher Professor für Allgemeine Geschichte in Leipzig.
Er war ab 1946 SED-Mitglied und gehörte 1956–1962 sowie 1967–1975 der Kreisparteileitung der Universität Leipzig an. Ab 1971 gehörte er als korrespondierendes Mitglied und ab 1973 als ordentliches Mitglied der Akademie der Wissenschaften der DDR an, darüber hinaus war er Mitglied der Sächsischen Akademie der Wissenschaften. Auch beteiligte sich Werner an den organisatorischen Aufgaben der Leipziger Universität, 1960 bis 1964 war er Prorektor für den wissenschaftlichen Nachwuchs und 1967 bis 1969 Rektor der Alma Mater. Er wurde 1966 mit dem Nationalpreis der DDR III. Klasse, 1975 mit dem Vaterländischen Verdienstorden in Bronze und 1980 als Verdienter Hochschullehrer der DDR ausgezeichnet. Die Universität Leipzig verlieh ihm 1985 die Ehrendoktorwürde.
Werner gilt als Begründer der marxistischen Mediävistik in der DDR und war ein international anerkannter Vertreter einer universalhistorisch orientierten Forschung zur Geschichte des Mittelalters.

## Schriften (Auswahl)
- Die gesellschaftlichen Grundlagen der Klosterreform im 11. Jahrhundert, ohne Ort, 1952; Deutscher Verlag der Wissenschaften, Berlin 1953, DNB 480317429 (Dissertation Universität Leipzig, 7. Mai 1952).
- Pauperes Christi. Studien zu sozialreligiösen Bewegungen im Zeitalter des Reformpapsttums, ohne Ort, 1955; Leipzig 1956 (Habilitationsschrift Universität Leipzig 1955).
- (mit Theodora Büttner): Circumcellionen und Adamiten. 2 Formen mittelalterlicher Häresie, Akademie-Verlag, Berlin 1959, DNB 450691853 (= Forschungen zur mittelalterlichen Geschichte, Band 2).
- Ideologische Probleme des mittelalterlichen Plebejertums, Berlin 1960.
- Nachrichten über spätmittelalterliche Ketzer aus tschechoslowakischen Archiven und Bibliotheken, Leipzig 1963.
- Die Geburt einer Großmacht – die Osmanen, Leipzig/Berlin/Wien/Köln/Graz 1963; 2. Aufl. 1972, 3. Aufl. 1978, 4. Aufl. Weimar 1985.
- Die Entstehung eines Feudalstaates in Byzanz, Berlin 1967.
- Der Kirchenbegriff bei Jan Hus, Jakoubek von Mies, Jan Želivský und den linken Taboriten, Berlin 1967.
- Zwischen Canossa und Worms, Berlin 1973, 1975, 1978.
- Ketzer und Weltverbesserer, Berlin 1974.
- Häresie und Gesellschaft im 11. Jahrhundert, Berlin 1975.
- Stadtluft macht frei. Frühscholastik und bürgerliche Emanzipation in der ersten Hälfte des 12. Jahrhunderts (= Sitzungsberichte der Sächsischen Akademie der Wissenschaften zu Leipzig, philologisch-historische Klasse, Band 118,5), Berlin 1976.
- Konstantinopel und Canossa, Berlin 1977.
- (mit Walter Markov): Geschichte der Türken von den Anfängen bis zur Gegenwart, Berlin 1978; 1979.
- Stadt und Geistesleben im Hochmittelalter, Weimar 1980.
- Sultan Mehmed der Eroberer und die Epochenwende im fünfzehnten Jahrhundert, Berlin 1982.
- Ketzer und Heilige, Berlin 1986.
- Häresie und Gesellschaft im Mittelalter, Berlin 1987.
- Wort und Sakrament im Identitätsbewusstsein des tschechischen Frühreformators Jan Hus (um 1370–1415), Berlin 1989.
- Jan Hus, Weimar 1991.
- (mit Sabine Tanz): Spätmittelalterliche Laienmentalitäten im Spiegel von Visionen, Offenbarungen und Prophezeiungen, Frankfurt am Main 1993.
- Mentalität und Gesellschaft im Mittelalter, Frankfurt am Main 1993.
- Kleriker, Mönche, Ketzer, Darmstadt 1992; Berlin 1992; Freiburg im Breisgau 1994.